# Antihidrogen
L'antihidrogen és l'àtom més simple d'antimatèria i està constituït per un antiprotó en el nucli atòmic i un positró a l'escorça atòmica. És l'antiàtom de l'hidrogen. Algunes de les mateixes propietats són conegudes, com ara les càrregues elèctriques de les seves partícules que són oposades a les de l'hidrogen i el moment magnètic negatiu (el de l'hidrogen és positiu). Altres propietats s'han d'estudiar experimentalment, la qual cosa permetrà aprofundir en el coneixement de l'antimatèria i, potser, donar una explicació a l'asimetria bariònica observada a l'univers. El seu símbol químic és {\displaystyle \mathrm {\bar {H}} } (el símbol de l'hidrogen {\displaystyle \mathrm {H} } amb un màcron que simbolitza l'antimatèria).

Un antihidrogen està format per un antiprotó i un positró.

Malgrat que el consens teòric era que qualsevol massa de laboratori ha de ser atreta per la Terra, encara hi havia autors que consideraren la possibilitat de si l'antimatèria podia ser repel·lida per la matèria. La teoria general de la relativitat d'Albert Einstein (1879-1955) incorpora el principi d'equivalència feble de Galileu (1564-1642) que requereix que totes les masses reaccionin de manera idèntica a la gravetat, independentment de la seva estructura interna. Les investigacions duites a terme al CERN, l'Organització Europea de Recerca Nuclear, han mostrat que els àtoms d'antihidrogen es comporten d'una manera coherent amb l'atracció gravitatòria cap a la Terra. Per tant, es descarta l'«antigravetat» o «gravetat repulsiva» en l'antihidrogen.
Per altra banda, en el CERN es varen realitzar estudis espectroscòpics de l'antihidrogen i els espectres obtinguts (estructura hiperfina i desplaçament de Lamb) coincideixen amb els espectres de l'àtom d'hidrogen, com s'havia predit teòricament, la qual cosa demostra la simetria entre la matèria i l'antimatèria.
L'estudi de les propietats de l'antihidrogen, i de tota l'antimatèria, presenta la dificultat que no pot entrar en contacte amb cap mena de matèria. Quan l'antihidrogen entra en contacte amb la matèria, el positró {\displaystyle \mathrm {e^{+}} } de l'escorça de l'antihidrogen s'anihila amb un electró {\displaystyle \mathrm {e^{-}} } d'un àtom de matèria produint una parella de fotons que surten en la mateixa direcció i sentits oposats ({\textstyle \mathrm {e^{+}+e^{-}\longrightarrow 2\gamma } }). L'altra partícula de l'antihidrogen, l'antiprotó {\displaystyle \mathrm {\bar {p}} }, s'anihila amb un protó {\displaystyle \mathrm {p} } o un neutró {\displaystyle \mathrm {n} } d'un nucli d'un àtom de matèria, donat lloc a diferents combinacions de pions {\displaystyle \pi ^{\pm }} i {\displaystyle \pi ^{0}}, com per exemple: {\textstyle \mathrm {{\bar {p}}+p\longrightarrow \pi ^{+}+\pi ^{0}+\pi ^{-}} }. A continuació aquests pions, que són inestables, decauen en altres partícules.

## Història

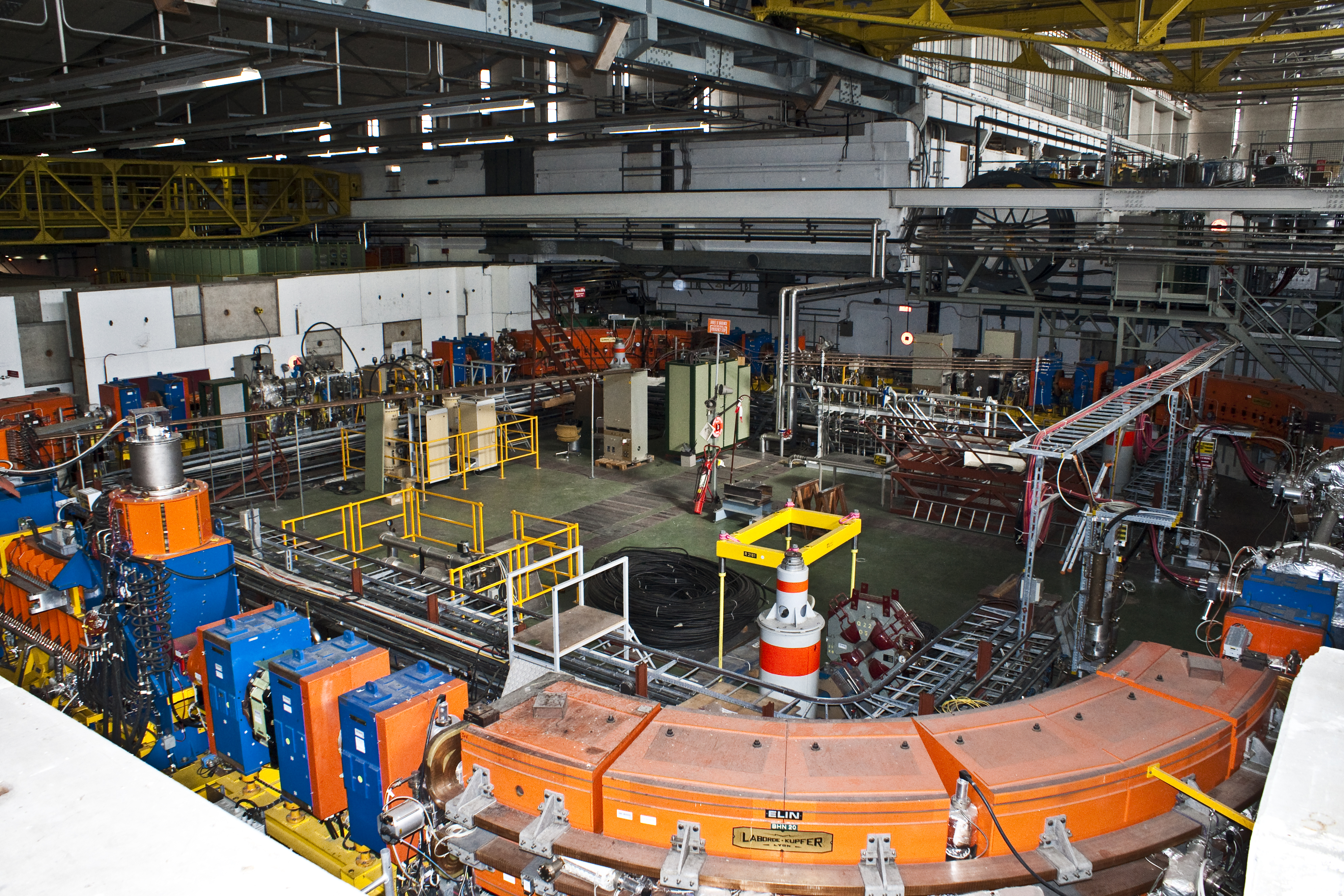
Low Energy Antiproton Ring (LEAR).

El 1995, físics del CERN a Ginebra anunciaren que havien aconseguit crear amb èxit els primers àtoms d’antihidrogen al Low Energy Antiproton Ring (LEAR). Els investigadors acceleraren antiprotons i els feren impactar contra àtoms d’un element químic pesant. Els antiprotons que passaven prou a prop dels nuclis atòmics pesants podien generar una parella electró-positró; en una fracció ínfima dels casos, l’antiprotó s'unia amb el positró per formar un antiàtom d’antihidrogen. Els antiàtoms generats eren altament energètics; cadascun es desplaçava gairebé a la velocitat de la llum al llarg d’un trajecte d’uns 10 metres i s'anihilaven amb la matèria ordinària en aproximadament quaranta milmilionèsimes de segon. El Fermilab confirmà el fet, i poc després anuncià la creació d'altres 100 antiàtoms d'antihidrogen.

AD és el descelerador d'antiprotons del CERN, PS és el sincrotró de protons, LINAC és un accelerador lineal.

Tot i que crear l’antihidrogen fou un assoliment significatiu, els antiàtoms eren massa energètics i no es podien estudiar fàcilment. Per resoldre aquest problema, desenvoluparen un aparell per capturar i emmagatzemar l’antihidrogen durant períodes més llargs, el Descelerador d'Antiprotons. Aquest aparell, construït al CERN a finals de la dècada de 1990, possibilità disposar d'antiprotons amb velocitats més lentes i energies més baixes per a experiments amb antimatèria. En aquests experiments, camps elèctrics i magnètics mantenen separats els antiprotons dels positrons en un buit gairebé perfecte que impedeix el contacte amb la matèria ordinària. Els antiprotons travessen un gas dens d’electrons, que els redueix encara més l’energia (els antiprotons no s'anihilen amb els electrons). Quan l’energia és prou baixa, els físics utilitzen un camp elèctric per dirigir els antiprotons cap a un núvol de positrons suspès dins del buit. Els dos tipus d’antipartícules carregades es combinen per formar antiàtoms d’antihidrogen de baixa energia. Com que els antiàtoms d’antihidrogen no tenen càrrega elèctrica, el camp elèctric ja no els pot retenir. En lloc d’això, dos imants superconductors generen un camp magnètic intens de 2 T que aprofita les propietats magnètiques de l’antihidrogen, el seu moment magnètic. Si els antiàtoms d’antihidrogen tenen una energia prou baixa, poden romandre atrapats en aquesta “ampolla” magnètica durant un temps prolongat. El 2002 es crearen els primers antihidrògens amb aquest mètode.
Actualment, l’única manera de saber si l’antimatèria ha estat realment atrapada és deixar-la anihilar amb matèria ordinària. Quan s'apaguen els imants, els antiàtoms d’antihidrogen escapen de la trampa i s'anihilen ràpidament amb les parets de la trampa. Els detectors de silici capten l’esclat energètic per localitzar la posició de l’antiàtom. Només així els físics poden confirmar que han atrapat l’antihidrogen. El 2010, científics del CERN, dirigits pel físic danès Jeffrey Hangst, dugueren a terme un experiment mitjançant el qual aconseguiren la captura i posterior detecció de 38 d'antiàtoms d'antihidrogen. Per a això els científics empraren 10 milions d'antiprotons i encara més positrons. El 2011 el projecte ALPHA aconseguí crear més de 300 antiàtoms d'antihidrogen i emmagatzemar-los durant 1 000 segons (16 minuts 40 segons). Això permeté dur a terme en els següents anys altres experiments per estudiar l'acció de la gravetat sobre l'antihidrogen i estudiar les característiques més fines del seu espectre atòmic, com són la mesura de la línia α de la sèrie de Lyman, l'estructura hiperfina o el desplaçament de Lamb. El març del 2012 el CERN va poder manipular antiàtoms d'antihidrogen usant microones, aconseguint la primera visió d'una petjada antiatòmica.

## Objectiu de l'estudi de l'antimatèria
Una qüestió no resolta sobre l'antimatèria és la seva aparent absència a l'univers, fenomen conegut com a asimetria bariònica. L'asimetria entre matèria i antimatèria és un dels grans misteris no resolts de la ciència moderna i desperta un gran interès. L'estudi de l'antihidrogen, per identificar i investigar possibles diferències entre aquest i l'hidrogen, és una de les línies de recerca clau per comprendre aquest enigma.

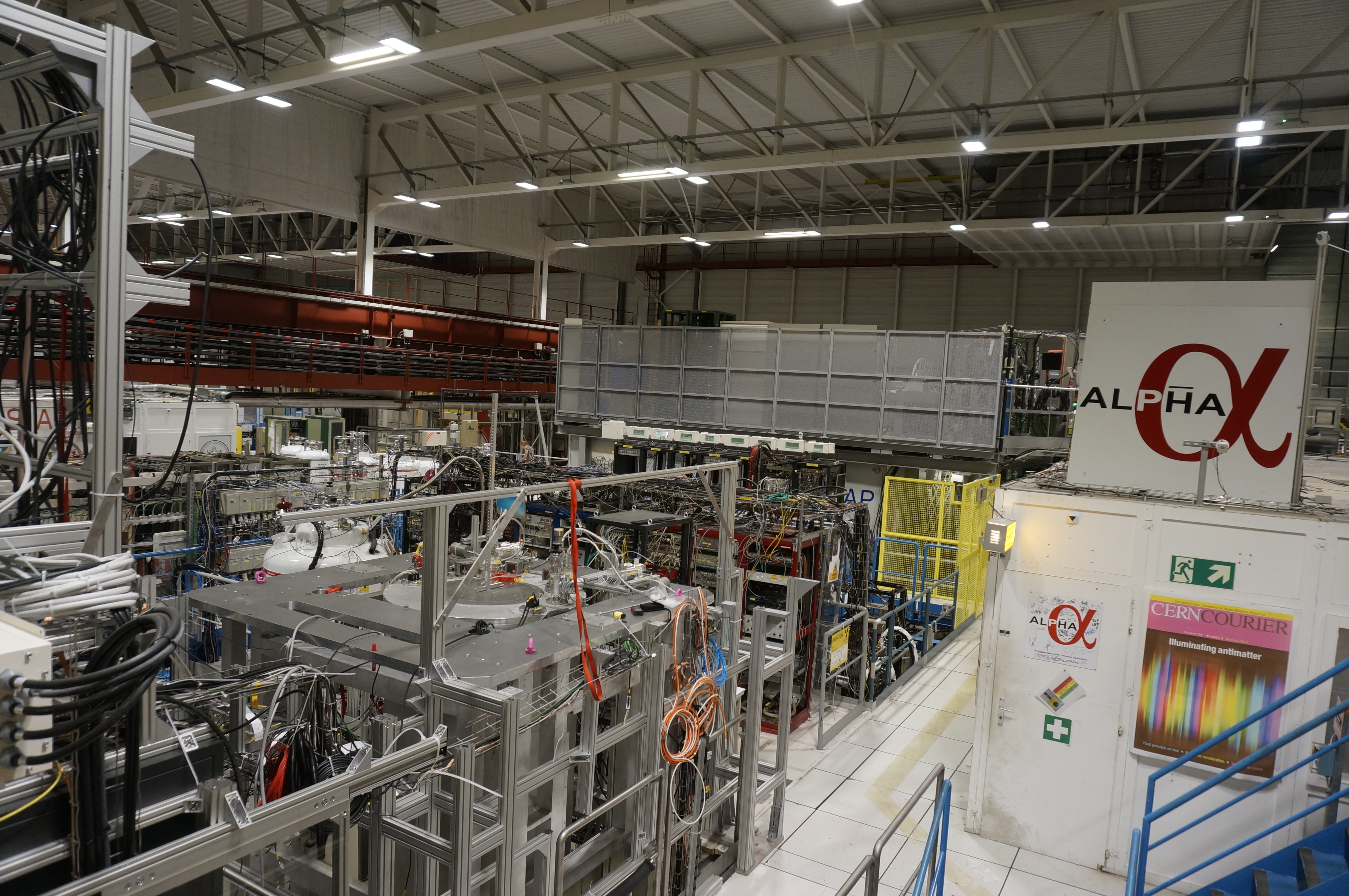
Instal·lacions del detector ALPHA al CERN.

Segons la comprensió actual de l'univers, la matèria i l'antimatèria haurien d'haver estat creades en quantitats iguals durant el Big-bang fa un 13 700 milions d'anys; tanmateix, fins on coneixen els científics, l'univers actual està compost únicament de matèria. L'antimatèria només hom l'observa en laboratoris i en alguns processos exòtics, com els raigs còsmics d'alta energia o la radioactivitat. La Terra i la seva atmosfera estan constituïdes enterament per matèria, ja que, si continguessin regions d'antimatèria, aquestes s'anihilarien en contacte amb la matèria. De la mateixa manera, el fet que sondes terrestres hagin aterrat en gairebé tots els planetes i llunes del sistema solar ha demostrat de manera concloent que aquests també estan formats per matèria.
Hom pot pensar que l'antimatèria es troba separada en una altra regió de l'univers. No obstant això, l'espai intergalàctic no és completament buit, i s'esperaria observar aniquilacions a les regions de transició entre zones de matèria i antimatèria, així com detectar raigs còsmics d'antimatèria. Cap experiment no ha aconseguit detectar concentracions significatives d'antimatèria en l'univers observable. És possible que les regions d'antimatèria hagin estat situades més enllà de l'horitzó de l'univers observable a causa de la inflació còsmica posterior al Big-bang. En aquest cas, la llum o les partícules provinents d'una regió d'antimatèria no haurien tingut prou temps per arribar fins a nosaltres.
Una altra possible explicació és que, poc després del Big-bang, la matèria i l'antimatèria no fossin presents en quantitats exactament iguals, sinó que hi hagués un lleuger excés de matèria (potser d'una part en 109). En aquest escenari, gairebé totes les partícules de matèria s'haurien anihilat amb les d'antimatèria per produir energia, deixant només una petita fracció de matèria, a partir de la qual es van formar la Terra, nosaltres i la resta de l'univers físic. Aquest desequilibri podria haver estat generat per una preferència per la matèria en les condicions inicials de l'univers o per una evolució gradual al llarg del temps.